# Rykene
Rykene (även Rygene) är en tätort i Agder fylke i södra Norge. Orten är belägen vid Nidelva, huvudsakligen i Arendals kommun, men även till en mindre del (14 invånare) i Grimstads kommun.